# Antoni Jankowski (polityk)
Antoni Jankowski (ur. 9 września 1919 w Sierpcu, zm. 5 maja 2004 tamże) – polski lekarz weterynarii i inżynier zootechnik, działacz społeczno-polityczny, poseł na Sejm PRL IV kadencji.

## Życiorys
W okresie międzywojennym ukończył kurs zootechniczny i rozpoczął pracę u weterynarza, w trakcie okupacji niemieckiej pracował w miejscowej rzeźni. W 1947 zdał maturę, a następnie kurs pedagogiczny, po czym zatrudniło go starostwo sierpeckie. W 1951 podjął studia weterynaryjne na Uniwersytecie Warszawskim, które ukończył w Szkole Głównej Gospodarstwa Wiejskiego w Warszawie w 1957, uzyskując dyplom lekarza weterynarii. Po ukończeniu studiów został kierownikiem lecznicy zwierząt w Zawidzu, po czym w tym samym roku został powołany na stanowisko dyrektora Zakładu Unasieniania Zwierząt w Sierpcu, które zajmował do 1970. W tym czasie podjął studia zootechniczne w SGGW, a w 1971 uzyskał tytuł magistra inżyniera zootechniki. W marcu 1970 został powołany na stanowisko powiatowego lekarza weterynarii w Sierpcu, a po reformie administracyjnej kontynuował pracę jako kierownik Oddziału Terenowego Weterynarii w Sierpcu do przejścia na emeryturę w 1985.
Należał do Polskiej Zjednoczonej Partii Robotniczej, przez dwie kadencje radnym Wojewódzkiej Rady Narodowej w Warszawie i w Płocku. Pełnił również mandat radnego Powiatowej Rady Narodowej w Sierpcu. W 1965 uzyskał mandat posła na Sejm PRL IV kadencji w okręgu Płock. W trakcie kadencji zasiadał w Komisji Rolnictwa i Przemysłu Spożywczego.
Udzielał się w Towarzystwie Przyjaciół Ziemi Sierpeckiej. Autor Sierpeckich niezapominajek (1996), jak również publikacji w czasopismach lokalnych i regionalnych.
Został pochowany na cmentarzu parafialnym w Sierpcu.

## Odznaczenia
- Krzyż Komandorski Orderu Odrodzenia Polski
- Krzyż Kawalerski Orderu Odrodzenia Polski
- Złoty Krzyż Zasługi
- Odznaka 1000-lecia Państwa Polskiego (1966)[2]
- Złota Odznaka „Za zasługi dla województwa warszawskiego”
- Medal „Zasłużonemu dla Miasta Sierpca” (1993)